# Тихорецкое
Тихорецкое — деревня в Таврическом районе Омской области. Входит в состав Новоуральского сельского поселения.

## История
Основана в 1908 году. В 1928 году село Тихорецкое состояло из 199 хозяйства, основное население — украинцы. Центр Тихорецкого сельсовета Уральского района Омского округа Сибирского края.

## Население
| 1926 | 2010 |
| ---- | ---- |
| 1115 | ↘283 |